# Гелий-неоновый лазер
Ге́лий-нео́новый ла́зер — лазер, активной средой которого является смесь гелия и неона. Гелий-неоновые лазеры часто используются в лабораторных опытах и оптике[прояснить]. Имеет рабочую длину волны 632,8 нм, расположенную в красной части видимого спектра.

Устройство гелий-неонового лазера

Рабочим телом гелий-неонового лазера служит смесь гелия и неона в пропорции 5:1, находящаяся в стеклянной колбе под низким давлением (обычно около 300 Па). Энергия накачки подаётся от двух электрических разрядников с напряжением около 1000—5000 вольт (в зависимости от длины трубки), расположенных в торцах колбы. Резонатор такого лазера обычно состоит из двух зеркал — полностью непрозрачного с одной стороны колбы и второго, пропускающего через себя около 1 % падающего излучения на выходной стороне устройства.
Гелий-неоновые лазеры компактны, типичный размер резонатора — от 15 см до 2 м, их выходная мощность варьируется от 1 до 100 мВт.

## Принцип действия

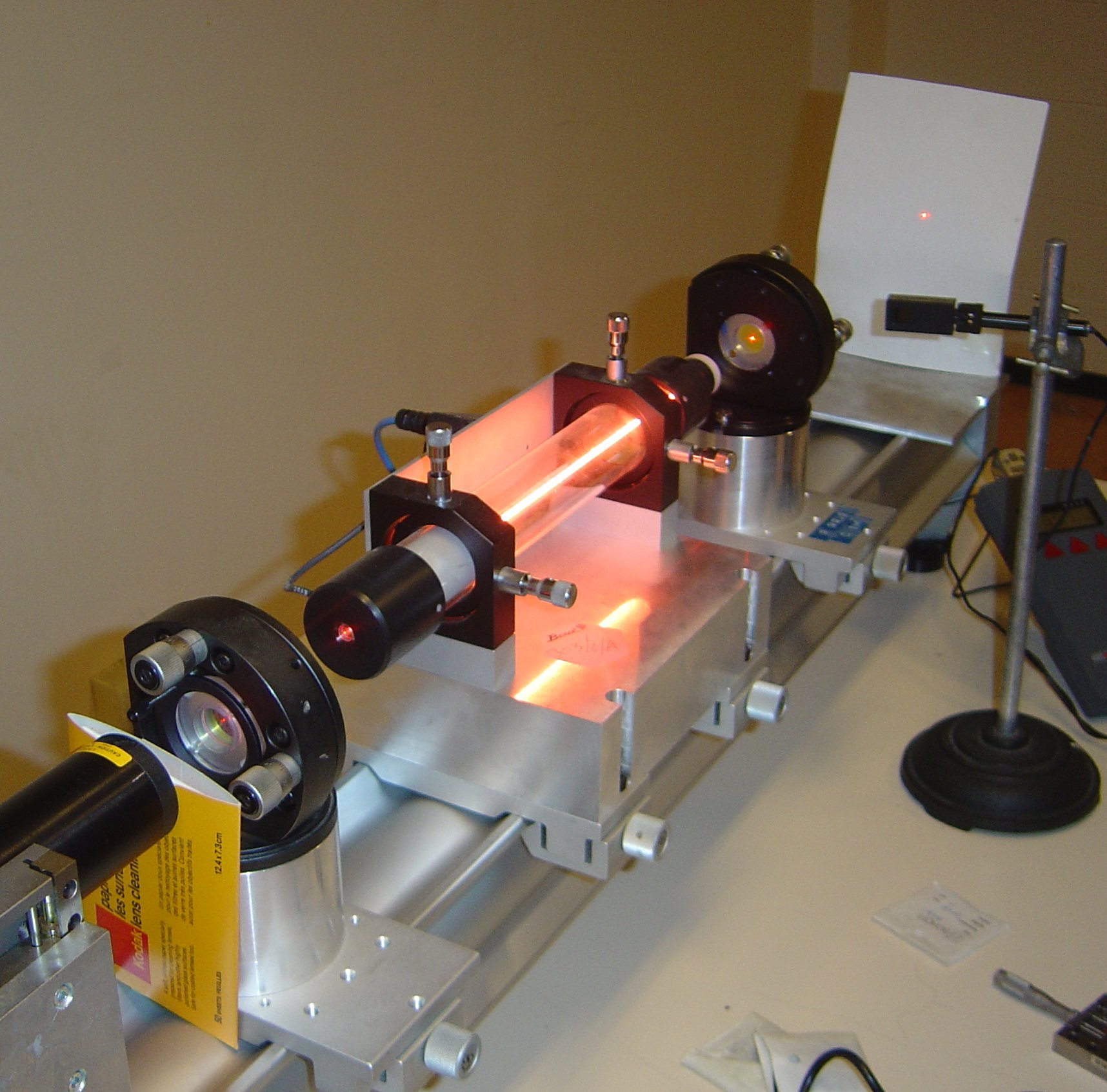
Гелий-неоновый лазер. Светящийся объём на оси трубки — свечение электрического разряда

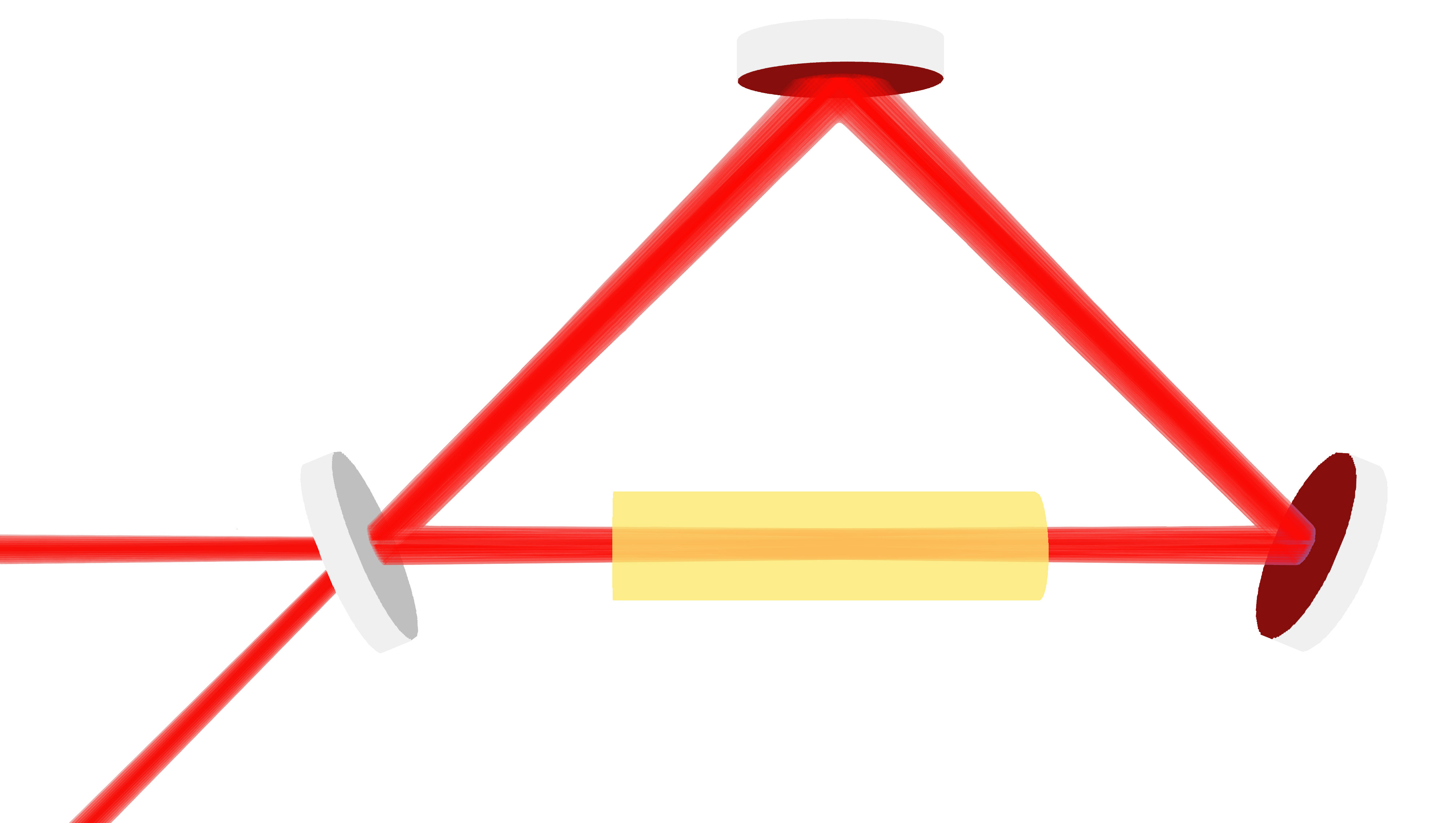
Гелий-неоновый лазер с кольцевым резонатором

В газовом разряде в смеси гелия и неона образуются возбуждённые атомы обоих элементов. При этом оказывается, что энергии метастабильного уровня гелия 1S0 и излучательного уровня неона 2p55s2[1/2] оказываются примерно равными — 20,616 и 20,661 эВ соответственно. Передача возбуждения между двумя этими состояниями происходит в следующем процессе:
He* + Ne + ΔE → He + Ne*
и её эффективность оказывается очень большой (где (*) показывает возбуждённое состояние, а ΔE — различие энергетических уровней двух атомов.) Недостающие 0,05 эВ берутся из кинетической энергии движения атомов. Заселённость уровня неона 2p55s2[1/2] возрастает и в определённый момент становится больше чем у нижележащего уровня 2p53p2[3/2]. Наступает инверсия заселённости уровней — среда становится способной к лазерной генерации.
При переходе атома неона из состояния 2p55s2[1/2] в состояние 2p53p2[3/2] испускается излучение с длиной волны 632,816 нм. Состояние 2p53p2[3/2] атома неона также является излучательным с малым временем жизни и поэтому это состояние быстро девозбуждается в систему уровней 2p53s, а затем и в основное состояние 2p6 — либо за счёт испускания резонансного излучения (излучающие уровни системы 2p53s), либо за счёт соударения со стенками (метастабильные уровни системы 2p53s).
Кроме того, при правильном выборе зеркал резонатора можно получить лазерную генерацию и на других длинах волн: тот же уровень 2p55s2[1/2] может перейти на 2p54p2[1/2] с излучением фотона с длиной волны 3.39 мкм, а уровень 2p54s2[3/2], возникающий при столкновении с другим метастабильным уровнем гелия, может перейти на 2p53p2[3/2], испустив при этом фотон с длиной волны 1,15 мкм. Также возможно получить лазерное излучение на длинах волн 543,5 нм (зелёный), 594 нм (жёлтый) или 612 нм (оранжевый).
Спектральная ширина полосы излучения гелий-неонового лазера довольно мала и составляет около 1,5 ГГц. Её значение определяется главным образом доплеровским уширением излучения атомов неона, происходящим вследствие проявления эффекта Доплера. Узость спектра генерации делает гелий-неоновые лазеры хорошими источниками излучения для использования в интерферометрии, голографии, спектроскопии, а также в устройствах считывания штрихкодов.

## История открытия
Первый газовый лазер, работавший на смеси гелия и неона, был продемонстрирован Али Джаваном, Уильямом Беннеттом и Дональдом Р. Хэрриоттом (англ. D.R. Herriott) в 1960 году и испускал излучение на длине волны 1,15 мкм (инфракрасный диапазон). Два года спустя Алан Дейвид Уайт и Дейн Ригден (англ. Dane Rigden) показали, что гелий-неоновый лазер может давать излучение на длине волны 632,8 нм, то есть в видимом диапазоне спектра. Именно этот непрерывный лазер видимого диапазона нашёл впоследствии широкое применение.